# Пуканкасы
Пуканкасы́ (чув. Пуканкасси) — деревня в Вурнарском районе Чувашской Республики. Входит в состав Ермошкинского сельского поселения.

## История
В XVIII веке выселок села Богородицкое, Альменево тож (ныне село Альменево Вурнарского района).
В 1918 году открыта школа 1-й ступени. В 1930 году совместно с деревней Ермошкино образован колхоз «Калинин».
В 1976 г. Указом Президиума ВС РСФСР деревня Поганкино переименована в Пуканкасы.

### Исторические названия
Погань

## География
Расстояние до Чебоксар 64 км, до райцентра 26 км, до железнодорожной станции 26 км. Расположена на правом берегу реки Абасирма, у республиканской автодороги 97К-001 Чебоксары — Сурское.

## Население
| 2010 | 2012 |
| ---- | ---- |
| 246  | ↗274 |

Жители — чуваши, до 1866 года государственные крестьяне; занимались земледелием, животноводством, столярно-токарным, портняжным промыслами, производством вязаных изделий, плетением лаптей.
К 1907 году в деревне Поганкина Асакасинской волости Ядринского уезда насчитывалось 391 человек, чуваш, «обоего пола».
По данным Всероссийской переписи населения 2002 года численно преобладающая национальность деревни — чуваши (100 %).

## Инфраструктура
Улицы: Воробьева, Заречная, Зеленая, Шоссейная. Переулок: Кошкина.
Функционирует ООО «Агрофирма «Гвардеец» (2010). Имеется клуб.

## Памятники и памятные места
- Обелиск воинам-землякам, погибшим в Великой Отечественной войне 1941—1945 гг. (ул. Воробьева, рядом с сельским клубом)[9].